# Edme Boursault
Edme Boursault (Mussy l’Évêque, 6 ottobre 1638 – Montluçon, 15 settembre 1701) è stato un drammaturgo francese.

## Biografia
Figlio di un ex soldato di una delle prime famiglie di Mussy, che non gli impartì un'educazione, Boursault si distinse tuttavia fin da giovane per l'arguzia e la delicatezza del suo stile. Giunse a Parigi nel 1651 conoscendo solo il dialetto borgognone, avendo una scarsa conoscenza della lingua francese e ignorando completamente il greco e il latino. Autodidatta, imparò presto a scrivere e a parlare francese, ma più di una volta si rammaricò della sua mancanza di istruzione, che gli impedì di essere ammesso all'Académie française.
A causa della sua ignoranza del latino, Boursault dovette rifiutare la carica di sottoprecettore del Delfino offertagli da Luigi XIV dopo la pubblicazione della sua opera ad usum Delphini intitolata La Véritable étude des souverains (Parigi, 1671, in-12).
Fu segretario della duchessa d'Angoulême e per un certo periodo ricevette una pensione di 2.000 franchi per una gazzetta in rima, molto popolare a corte. Questa pensione fu ritirata dopo che le barzellette che ridicolizzavano un cappuccino avevano quasi mandato il loro autore alla Bastiglia. Ripresa la sua gazzetta qualche anno dopo, fu nuovamente soppressa per un epigramma contro il re Guglielmo, con il quale la Francia stava allora progettando la pace.
Mentre coltivava le sue capacità letterarie, Boursault ricoprì anche la carica di collettore delle “tailles” di Montluçon, che ottenne nel 1672 e che gli assicurò un'esistenza agiata. È in questa città che scrisse gran parte della sua opera letteraria. Tuttavia, nel 1688, fu licenziato da questo incarico per inadeguatezza.
Due dei suoi più illustri contemporanei, Molière e Boileau, furono a un certo punto ostili a Boursault, che attaccò La scuola delle mogli in una breve commedia intitolata Il ritratto del pittore o la contro-critica de La scuola delle moglie; Molière si vendicò duramente con L'improvvisazione di Versailles (che rese famoso Boursault). Avendolo nominato in alcune delle sue Satire, Boursault scrisse contro di lui la Satira delle Satire, una commedia che il credito dell'avversario gli impedì di vedere rappresentata. Infatti, nel 1669 Boileau aveva ottenuto dal Parlamento di Parigi una sentenza che vietava la rappresentazione della commedia. La loro disputa si concluse quando Boursault prestò a Boileau duecento luigi quando si trovò senza soldi alle acque di Bourbonne; Boileau allora eliminò il nome di Boursault dalle sue satire e lo sostituì con quello di Pradon.
La fama di Boursault si basa su tre commedie in cinque atti, in versi: Le Mercure galant, Ésope à la ville ed Ésope à la cour. Lo spirito di queste commedie à tiroirs, che allora si chiamavano commedie a episodi, è vivace, la comicità schietta, lo stile naturale; ma non sono tanto delle commedie quanto un insieme di scene staccate collegate in una stessa cornice, senza trama né azione.
Rappresentata nel 1683 con il titolo Comédie sans titre, perché il direttore del giornale Le Mercure galant, Donneau de Visé, aveva ottenuto che la commedia non portasse lo stesso nome della sua gazzetta, Le Mercure galant ebbe un grande successo. Fu rappresentata ottanta volte di seguito e rimase a lungo in teatro. Ci sono battute molto felici e dettagli molto allegri nella rappresentazione di questi originali di ogni tipo che vengono a offrire i loro servizi e talenti al direttore del Mercure. Si ricorda in particolare la scena del soldato La Rissole che, in stato di ubriachezza, fa una simpatica critica alle irregolarità della lingua francese impelagandosi nei plurali delle parole che terminano in "al".
Ésope à la ville, che ebbe altre quarantatré rappresentazioni, non riuscì in seguito ad affermarsi; la critica principale fu la mediocrità delle favole raccontate da Esopo, la maggior parte delle quali erano già state trattate da La Fontaine. Ésope à la cour fu rappresentato solo il 16 dicembre 1701, dopo la morte dell'autore.
Un'altra commedia di Boursault è Mots à la mode, in un atto, in versi (1694), una satira arguta contro i neologismi del suo tempo. Fece anche rappresentare due tragedie, Marie Stuart e Germanicus. La seconda, che Corneille, all'apice dell'Académie, arrivò a equiparare ai capolavori di Racine, fu un grande successo.
Una delle sue nipoti sposò il pittore Nicolas Lancret. Uno dei suoi discendenti fu Jean-François Boursault, noto come Boursault-Malherbe (1752-1842), attore, speculatore e collezionista.

## Opere
- Le Jaloux endormi ou le Jaloux prisonnier (1661) (teatro)
- Satire des satires (1669) (commedia, pièce non rappresentata)
- Le Portrait du peintre ou la Contre-critique de l’École des femmes  (1663) (commedia) -- (Online)
- Les Deux Frères gémeaux ou les Nicandres (1664) (commedia)
- Lettres à Babet (1669) (romanzo epistolare)
- Le Marquis de Chavigny (1670) (romanzo)
- Artémise et Poliante (juillet 1670) (novella), pubblicato da René Guignard (un vol. in-12)[3]
- Ne pas croire ce qu'on voit (1670) (novella)
- La Véritable Étude des souverains (1671) (trattato di morale politica)
- Germanicus (1673) (tragedia)
- Le Prince de Condé (1675) (romanzo)
- Le Mercure galant ou la Comédie sans titre (1683) (teatro)
- Méléagre (1684) (tragedia)
- Ésope à la ville (1690) (commedia)
- Phaéton (1693) (commedia)
- Les Mots à la mode (1694) (commedia)
- Ésope à la cour (1701) (commedia)
- Treize Lettres amoureuses d'une dame à un cavalier (1709) (romanzo epistolare)